# Musculi multifidi
Musculi multifudi er en række muskelstrøj der er særligt kraftige i lænden. De udspringer fra en række punkter lateralt for rygsøjlen, som de insererer med via dennes torntap. Muskelstrøjene af tynde, særligt thorakalt og cervikalt, og forløber skråt opad fra deres udspring for at inserere på en ryghvirvel 2-4 hvirvler superiort for denne.